# Latiginella rufogrisea
Latiginella rufogrisea är en tvåvingeart som beskrevs av Villeneuve 1936. Latiginella rufogrisea ingår i släktet Latiginella och familjen parasitflugor. Inga underarter finns listade i Catalogue of Life.